# Pentossido di arsenico
Il pentossido di diarsenico o anidride arsenica o ossido di As(V) è l'ossido dell'arsenico pentavalente con formula minima As2O5. A temperatura ambiente si presenta come un solido bianco, ottenibile in forma amorfa (polvere) o vetrosa (cristalli ortorombici), inodore e deliquescente, che fonde già a 26,5 °C in un liquido incolore. Molto avido di acqua, in essa si idrata prontamente convertendosi nell'acido corrispondente, l'acido arsenico (o ortoarsenico) H3AsO4, come pure accade per l'anidride fosforica che dà l'acido fosforico (H3PO4). Per questo, se esposto all'aria umida non si conserva inalterato perché con l'acido che così si forma diviene corrosivo, in particolare per i metalli.  Oltre che in acqua, è molto solubile anche in alcool a freddo. È un composto tossico e cancerogeno per l'uomo.

## Struttura
La struttura del pentossido di arsenico differisce da quella dell'anidride fosforica (P2O5) in una modificazione, con molecole di decaossido di tetrafosforo (P4O10) tenute insieme da deboli forze di van der Waals in cui ogni atomo di fosforo è tetracoordinato e tetraedrico e, in un'altra modificazione, che consiste in catene di tetraedri {PO4}, ma comunque con il fosforo sempre tetracoordinato e tetraedrico; differisce pure dalla struttura del pentossido di antimonio (Sb2O5), solido non molecolare che, nella sua forma idrata (la forma anidra non è conosciuta), presenta gli atomi di antimonio tutti esacoordinati ottaedricamente, con condivisione di vertici e spigoli degli ottaedri. Per l'arsenico, che è in posizione intermedia nel gruppo 15 della tavola periodica tra P e Sb, la struttura è in un certo senso anch'essa intermedia. In essa sono presenti unità ottaedriche {AsO6} e unità tetraedriche {AsO4}. Queste condividono ciascuna due vertici (quelli opposti negli ottaedri) e queste si ripetono indefinitamente nel solido. Si è trovato che è possibile avere delle soluzioni solide di anidride fosforica in pentossido di arsenico fino alla equimolecolarità, in modo che i tetraedri {PO4} della prima rimpiazzino solo i tetraedri {AsO4} della seconda e anche che si possono ottenere delle soluzioni solide di pentossido di arsenico in pentossido di antimonio, anche qui equimolecolari, dove gli ottaedri {AsO6} rimpiazzano altrettanti {SbO6}.

## Sintesi
Il pentossido di diarsenico non può essere ottenuto, come nel caso del fosforo, dalla reazione dell'elemento con l'ossigeno, nonostante la reazione sia entalpicamente favorita, perché si arriva a formare solo ossido arsenioso (As2O3). Si può però prepararlo ossidando l'ossido arsenioso (che a sua volta si può ricavare dall'arrostimento all'aria del minerale orpimento, As2S3), con acido nitrico concentrato:
{\displaystyle {\ce {3As2O3 \ + \ 4HNO3 \ + \ 7H2O -> 6H3AsO4 \ + \ 4NO}}}
e sottoponendo a disidratazione l'acido arsenico (H3AsO4) ottenuto con anidride fosforica. Oppure, lo si può ottenere ossidando As2O3 con perossido di idrogeno (H2O2) o con ozono. 
La difficoltà qui sopra vista di ottenere la valenza massima non è solo dell'arsenico, è condivisa con gli altri elementi ultimi del 4° periodo: selenio (SeO3 non ottenibile direttamente) e specialmente bromo (instabilità ed estremo potere ossidante dei perbromati).

## Reazioni
Il pentossido di diarsenico per riscaldamento sopra a circa 300 °C si decompone in ossido arsenioso rilasciando ossigeno. È un agente ossidante [{\displaystyle E^{\circ }\mathrm {\left({\frac {H_{3}AsO_{4}}{H_{3}As\ O_{3}}}\right)} =+0,56\,\mathrm {V} } in ambiente acido] in grado di reagire vigorosamente con composti facilmente ossidabili, ad esempio liberando cloro da acido cloridrico.
Il pentossido di arsenico si dissolve rapidamente in acqua formando acido arsenico, un acido con proprietà analoghe, tranne lo spiccato potere ossidante, all'acido fosforico, proprietà che possono essere trasferite anche ai corrispondenti sali, gli arseniati, simili da vicino ai fosfati anche nelle loro solubilità:
{\displaystyle {\ce {As2O5 \ + \ 3H2O -> 2H3AsO4}}}
{\displaystyle {\ce {2H3AsO4\ +\ 3Ca(OH)2->Ca3(AsO4)2\downarrow }}}

## Usi
Il pentossido di arsenico viene utilizzato in forma solida o in soluzione nella produzione di arseniati, diserbanti, adesivi metallici, insetticidi, gas colorati, e nella stampa e tintura.